# Velika nagrada Vichyja 1934
Velika nagrada Vichyja 1934 je bila neprvenstvena dirka za Veliko nagrado v sezoni 1934. Odvijala se je 15. julija 1934 v mestu Vichy.

## Poročilo

### Pred dirko
Prva in edina dirka za Veliko nagrado Vichyja je potekala na isti dan kot dirka za Veliko nagrado Nemčije, zato večino tovarniških moštven ni bilo, prišlo je le moštvo Scuderia Ferrari z dirkačema Carlom Felicejem Trossijem in Marcelom Lehouxom. Kljub temu pa je bila štartna lista zaradi številnih privatnikov tako velika, da so morali opraviti dve preddirki po trideset krogov, na katerih se je deset dirkačev uvrstilo v finale, kjer so dirkači vozili šestdeset krogov.  

### Dirka
Na štartu finalne dirke je povedel Philippe Étancelin, sledil mu je Lehoux, ki pa je kmalu po štartu na mokri ulični stezi zadel v robnik in moral na postanek v bokse na popravilo. Po prvem krogu je imel Étancelin že dvanajstsekundo prednost pred Trossijem, sledili pa so jima še Whitney Straight, René Dreyfus in Benoit Falchetto. Dreyfus se je prebil na drugo mesto, Trossija pa je uspel prehiteti tudi Straight, toda nato je Trossi, ki je slovel kot odličen dirkač na ozkih uličnih stezah, pospešil in prehitel tako Straighta kot tudi Dreyfusa. Proti koncu dirke je imel vodilni Étancelin težave z zavorami, zato sta ga v štiriintridesetem krogu lahko prehitela Trossi in Straight, in je padel na tretje mesto, vse do konca dirke pa se vrstni red pri vrhu ni več spremenil. 

## Rezultati

### Prva pred-dirka
Odebeljeni dirkači so se uvrstili v finale.
| Poz | Št | Dirkač                      | Moštvo           | Dirkalnik        | Krogi | Čas/Odstop   | Št. m. |
| --- | -- | --------------------------- | ---------------- | ---------------- | ----- | ------------ | ------ |
| 1   | 4  | Carlo Felice Trossi         | Scuderia Ferrari | Alfa Romeo P3    | 30    | 52:45,9      | 2      |
| 2   | 30 | Benoit Falchetto            | Ecurie Braillard | Maserati 8CM     | 30    | + 31,5 s     | 3      |
| 3   | 6  | Philippe Étancelin          | Privatnik        | Maserati 8CM     | 30    | + 58,7 s     | 1      |
| 4   | 28 | José Scaron                 | Ecurie Braillard | Alfa Romeo Monza | 30    | + 2:41,9     | 4      |
| 5   | 10 | Pierre Veyron               | Privatnik        | Bugatti T51      | 30    | + 2:53,8     | 6      |
| 6   | 24 | Mme. Anne-Cecile Rose-Itier | Privatnik        | Bugatti T51      | 30    | + 3:17,2     | 7      |
| Ods | 22 | Louis Delmot                | Privatnik        | Bugatti T51      | 17    | Odpadlo kolo | 5      |
| Ods | 40 | Jean Gaupillat              | Privatnik        | Bugatti T51      | 7     |              | 8      |
| Ods | 20 | Juan Zanelli                | Privatnik        | Bugatti T51      | 0     | Prenos       | 9      |

### Druga pred-dirka
Odebeljeni dirkači so se uvrstili v finale.
| Poz | Št | Dirkač                      | Moštvo                      | Dirkalnik        | Krogi | Čas/Odstop | Št. m. |
| --- | -- | --------------------------- | --------------------------- | ---------------- | ----- | ---------- | ------ |
| 1   | 26 | Whitney Straight            | Whitney Straight Ltd.       | Maserati 8CM     | 30    | 56:12,4    | 2      |
| 2   | 2  | Marcel Lehoux               | Scuderia Ferrari            | Alfa Romeo P3    | 30    | + 1,1 s    | 1      |
| 3   | 8  | René Dreyfus                | Automobiles Ettore Bugatti  | Bugatti T59      | 30    | + 51,5 s   | 3      |
| 4   | 18 | Earl Howe                   | Privatnik                   | Bugatti T51      | 30    | + 3:23,2   | 10     |
| 5   | 24 | José María de Villapadierna | Privatnik                   | Maserati 8CM     | 30    | + 3:28,7   | 7      |
| 6   | 38 | Giuseppe Farina             | Scuderia Subalpina          | Alfa Romeo Monza | 30    | + 4:00,5   | 11     |
| 7   | 36 | Mlle. Hellé-Nice            | Marcel Lehoux               | Alfa Romeo Monza | 29    | +1 krog    | 8      |
| 8   | 32 | Robert Eonnet               | Privatnik                   | Bugatti T51      | 28    | +2 kroga   | 9      |
| Ods | 14 | Robert Brunet               | Privatnik                   | Bugatti T51      | 23    |            | 6      |
| Ods | 16 | Clemente Biondetti          | Gruppo Genovese San Giorgio | Maserati 26M     | 12    |            | 4      |
| Ods | 12 | Raymond Sommer              | Privatnik                   | Maserati 8CM     | 4     |            | 5      |

### Finale
| Poz | Št | Dirkač                      | Moštvo                     | Dirkalnik        | Krogi | Čas/Odstop | Št. m. |
| --- | -- | --------------------------- | -------------------------- | ---------------- | ----- | ---------- | ------ |
| 1   | 4  | Carlo Felice Trossi         | Scuderia Ferrari           | Alfa Romeo P3    | 60    | 1:45:44,6  | 5      |
| 2   | 26 | Whitney Straight            | Whitney Straight Ltd.      | Maserati 8CM     | 60    | + 5,0 s    | 3      |
| 3   | 6  | Philippe Étancelin          | Privatnik                  | Maserati 8CM     | 60    | + 1:07,8   | 1      |
| 4   | 8  | René Dreyfus                | Automobiles Ettore Bugatti | Bugatti T59      | 60    | + 1:28,8   | 6      |
| 5   | 2  | Marcel Lehoux               | Scuderia Ferrari           | Alfa Romeo P3    | 60    | + 2:33,7   | 2      |
| 6   | 28 | José Scaron                 | Ecurie Braillard           | Alfa Romeo Monza | 59    | +1 krog    | 7      |
| 7   | 18 | Earl Howe                   | Privatnik                  | Bugatti T51      | 58    | +1 kroga   | 8      |
| Ods | 10 | Pierre Veyron               | Privatnik                  | Bugatti T51      | 29    |            | 9      |
| Ods | 30 | Benoit Falchetto            | Ecurie Braillard           | Maserati 8CM     | 23    | Zavore     | 4      |
| Ods | 24 | José María de Villapadierna | Privatnik                  | Maserati 8CM     | 9     | Motor      | 10     |